# Comité National Olympique et Sportif du Rwanda

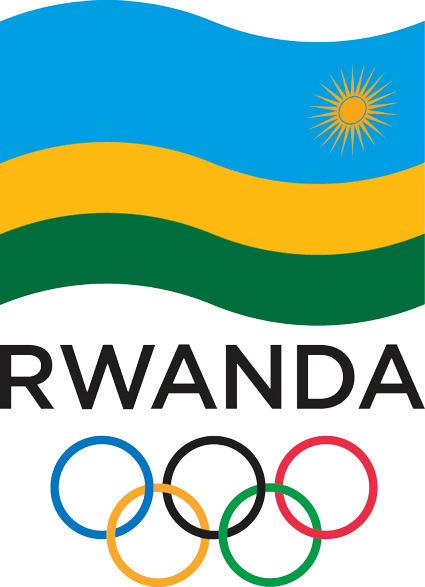
Logo des Comité National Olympique et Sportif du Rwanda

Das Comité National Olympique et Sportif du Rwanda (CNOSR; englisch Rwanda National Olympic and Sports Committee (RNOSC)) ist das Nationale Olympische Komitee Ruandas.

## Übersicht
Das Komitee wurde 1984 gegründet. Es ist zusammen mit den jeweiligen Sportverbänden für die Vorbereitung und Entsendung der Athleten zu den Olympischen Spielen, kontinentalen oder weltweiten Multisportwettbewerben unter der Schirmherrschaft des IOC und den Commonwealth Games verantwortlich. Der Hauptsitz befindet sich in Kigali.

## Präsidenten
Präsidenten des Komitees waren:
- 1984–1992: Aloys Nsekalije
- 1992–1994: Augustin Ndindiliyimana
- 1994–2000: Gédéon Rudahunga
- 2001–2009: Ignace Beraho
- 2009–2009: Aimable Bayingana
- 2009–2013: Charles Rudakubana
- 2013–2017: Robert Bayigamba
- 2017–2021: Valens Munyabagisha
- 2021–2021: Felicite Rwemarika (Interimspräsident)
- 2021–2022: Théogène Uwayo[3]
- ab 2023: Alice Umulinga